# Dom oficerski przy ul. Szylinga w Poznaniu
Dom oficerski przy ul. Szylinga – dom mieszkalny dla oficerów Wojska Polskiego, zbudowany w początkach lat 30. XX wieku w Poznaniu, przy ul. Szylinga 6/10, na Grunwaldzie na osiedlu administracyjnym Św. Łazarz.

## Charakterystyka
Obiekt wybudowany według projektu Aleksandra Sygietyńskiego – twórcy wzorcowego projektu, zleconego przez polskie władze wojskowe. Budynek jest czterokondygnacyjny i posiada wysokie poddasze. Bryła silnie uproszczona z mocno zaakcentowanymi klatkami schodowymi, ujętymi w boniowane piony. Środkowy ryzalit nieco wysunięty. Reszta elewacji płaska, co tworzy purystyczny, taktowany efekt wizualny.
Mieszkania były bardzo wygodne i przestronne, a składały się z trzech pokojów i kuchni. Respektowały założenia Funduszu Kwaterunku Wojskowego.
Podobne realizacje sfinalizowano także w Warszawie przy ulicy Ratuszowej 17/19 i Siedlcach przy ulicy Wojska Polskiego 23. W pobliżu znajdują się rozległe zabudowania koszarowe, w dużym stopniu o charakterze zabytkowym lub poddanym rewitalizacji – np. City Park czy Osiedle Ułańskie. W bezpośrednim sąsiedztwie stoi też Willa Flora, kamienica Bolesława Richelieu, budynek jeżyckiej straży pożarnej i dawny Hotel Polonia.